# Let za viditelnosti
Let za viditelnosti země (běžně označován jako "Let VFR" [vi ef ár], anglicky VFR Flight) je způsob vedení letu umožňující let ve vyhovujících meteorologických podmínkách. Pilot při takovém letu řídí a naviguje letadlo podle výhledu z kabiny a řídí se pravidly Visual Flight Rules.

## Používané přístroje
- Magnetický kompas
- Přesné palubní hodiny, udávající hodiny, minuty a sekundy
- Letecký barometrický výškoměr
- Rychloměr
- Další přístroje, nebo vybavení, které předepíše statní letecká inspekce.

## Způsob navigace
Lety za viditelnosti využívají srovnávací navigaci. Založenou na porovnávání map s aktuálním prostředím.

### Vizuální prostředky na letišti
Poznávací značka letiště

#### Návěstní plocha
- směr větru
- Směr přistání, vyznačeno znakem T
- výstrahy

Značky na vzletové a přistávací dráze, světla a světelné soustavy.

## Předpisy
Pilot i letadlo musí splňovat platné předpisy pro VFR let za viditelnosti.